# Lykershausen

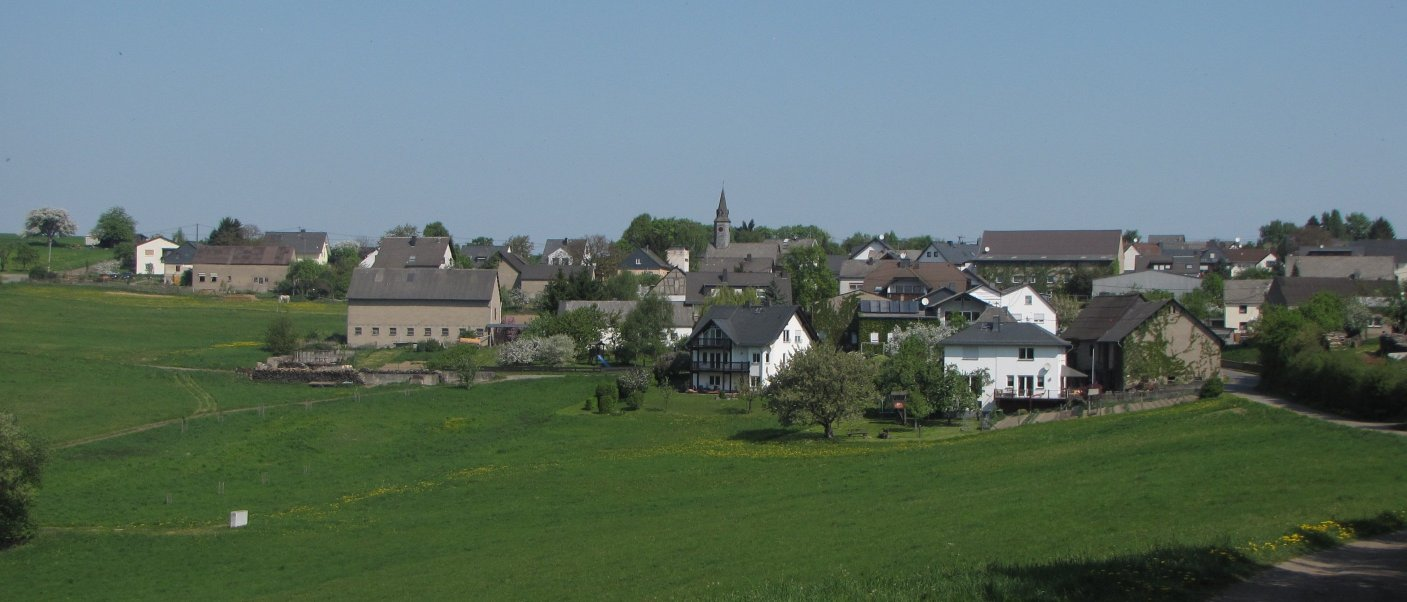
Lykershausen

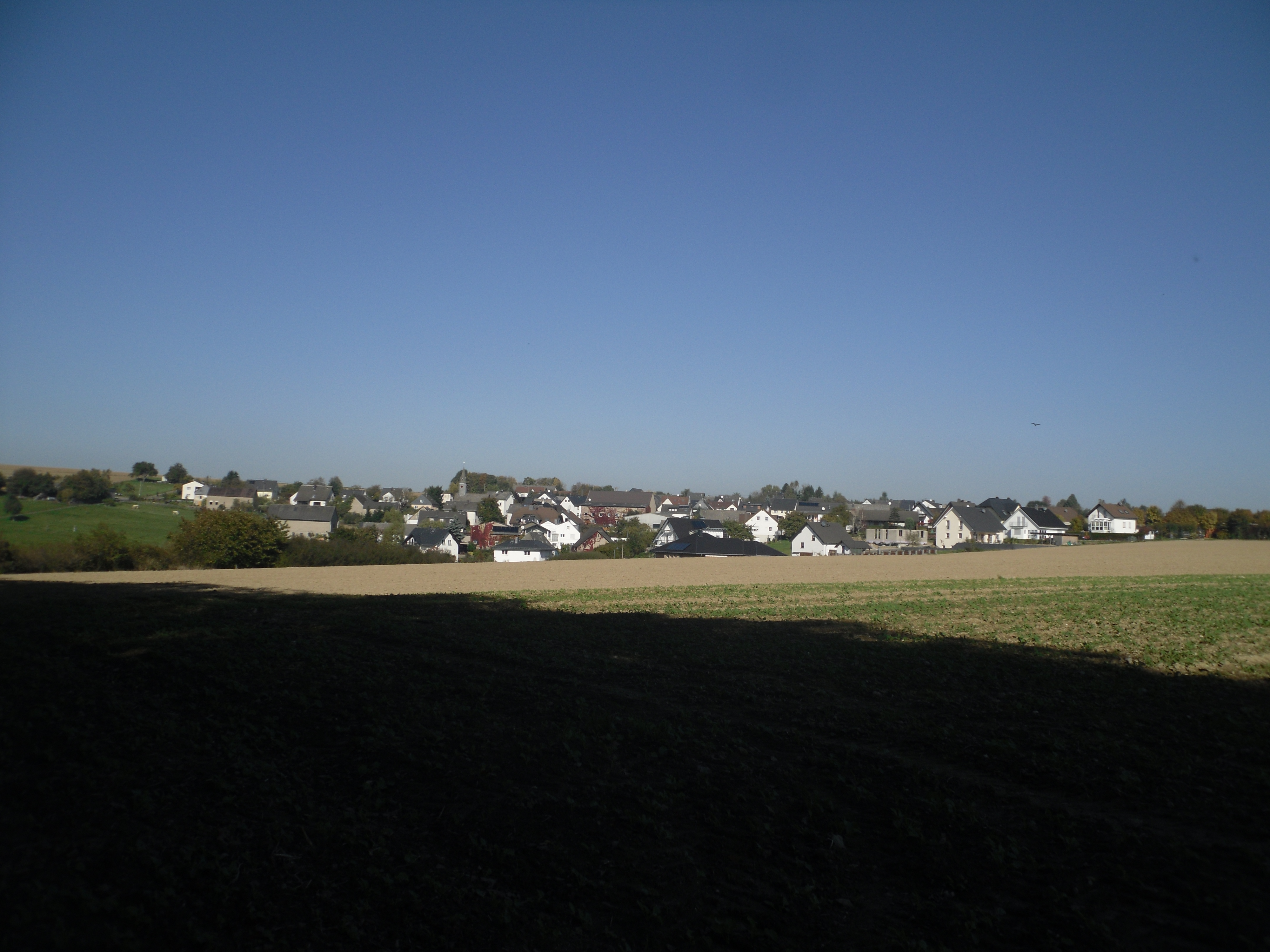
Lykershausen aus westlicher Perspektive

Lykershausen ist eine Ortsgemeinde im Rhein-Lahn-Kreis in Rheinland-Pfalz. Sie gehört der Verbandsgemeinde Loreley an, die ihren Verwaltungssitz in St. Goarshausen hat.

## Geschichte
Lykershausen entstand zwischen dem 9. und 12. Jahrhundert und wurde erstmals im Jahr 1110 als „Luggershusen“ urkundlich erwähnt. Innerhalb des 14. Jahrhunderts baute das Kurfürstentum Trier seinen Einfluss immer weiter auf die rechtsrheinischen Gebiete aus. 1357 gliederte der Trierer Erzbischof und Kurfürst Balduin die Orte Osterspai, Wellmich und das als „Leuchterschen“ bezeichnete Lykershausen in sein Oberamt Boppard ein.
Im Dreißigjährigen Krieg (1618–1648) erfuhr Lykershausen wie fast alle umliegenden Dörfer großes Leid durch die umherziehenden Truppen, Seuchen und Hungersnöte. In einem Bericht des Archidiakons von St. Castor in Treis-Karden ist festgehalten, dass im Jahr 1681 nur noch acht Familien in Lykershausen wohnten.
Im Jahr 1803 wurde der Ort im Rahmen der territorialen Neuordnung durch den Reichsdeputationshauptschluss dem Fürstentum Nassau-Weilburg zugeteilt. Im Wiener Kongress 1815 wurden Lykershausen und 34 andere Gemeinden dem Herzogtum Nassau einverleibt, welches wiederum im preußisch-österreichischen Krieg 1866 vom Königreich Preußen annektiert worden war. Es war zunächst der Provinz Hessen-Nassau zugeordnet und ab 1885 dem neu gegründeten Kreis Sankt Goarshausen.
Nach dem Ersten Weltkrieg war Lykershausen im Rahmen der Alliierten Rheinlandbesetzung bis 1930 Teil der französischen Besatzungszone und erlebte nach dem Zweiten Weltkrieg, am 26. März 1945, erneut eine Phase der Besatzung. Seit 1946 gehört Lykershausen zum neugegründeten Bundesland Rheinland-Pfalz und seit 1972 zur Verbandsgemeinde Loreley.
Seit 1864 besaß der Ort eine eigene Schule, bis diese im 20. Jahrhundert durch die größeren Schulen der Umgebung abgelöst wurde.

## Politik

### Gemeinderat
Der Gemeinderat in Lykershausen besteht aus sechs Ratsmitgliedern, die bei der Kommunalwahl am 9. Juni 2024 in einer Mehrheitswahl gewählt wurden, und dem ehrenamtlichen Ortsbürgermeister als Vorsitzendem.

### Bürgermeister
Roland Todt wurde am 11. Juli 2024 Ortsbürgermeister von Lykershausen. Bei der Direktwahl am 9. Juni 2024 war er als einziger Bewerber mit einem Stimmenanteil von 97,8 % für fünf Jahre gewählt worden.
Todts Vorgänger Michael Kring hatte das Amt am 11. Juni 2019 übernommen. Er folgte auf Hans Josef Kring, der das Amt 15 Jahre ausgeübt hatte.

### Wappen
| Wappen von Lykershausen | Blasonierung: „Ein rotes Balkenkreuz (Kurfürstentum Trier), bedeckt von der Gestalt des hl. Johannes des Täufers mit Kreuzstab, zu seinen Füßen, auf einem Buch liegend, ein goldenes Opferlamm.“ |
| Wappen von Lykershausen | |

## Kultur und Sehenswürdigkeiten

### St.-Johannes-Kirche
Die ursprüngliche, im Dreißigjährigen Krieg (1618–1648) zerstörte St. Barbarakapelle, wurde 1680 wieder neu errichtet. Nachdem diese innerhalb des 19. Jahrhunderts immer weiter verfiel, wurde 1886 die noch heute zu sehende katholische Kirche St. Johannes gebaut. Die Backsteine wurden vor Ort hergestellt, und der Altaraufsatz aus dem Jahr 1775 stammt aus der Deutschordenskirche in Frankfurt am Main. Seit 1914 gehört Lykershausen zur Pfarrei des Nachbarorts Dahlheim, der auch Kestert und Prath angehören.

### Historische Wasserpumpe
1921 versiegte der Brunnen der Gemeinde, weshalb die heute als Sehenswürdigkeit erhaltene Alte Wasserpumpe errichtet wurde. Die Lambachpumpe, die von 1925 bis 1968 die Wasserversorgung des Dorfes sicherstellte, ist heute eine beliebte Sehenswürdigkeit. Von 1927 bis 1962 bestand ein gemeinsames Wasserwerk mit Kamp-Bornhofen.

### Bauwerke
St.-Johannes-Kirche (ehemals St.-Barbara-Kapelle).
Am 4. Dezember 1886 konnte Pfarrer Endres von Kamp das neue Gotteshaus dem hl. Johannes weihen. Lykershausen gehört seit dem 1. Juli 1914 zum Pfarrverband Dahlheim.
Siehe auch: Liste der Kulturdenkmäler in Lykershausen

## Wanderwege
Durch Lykershausen führen die bekannten Wanderwege Rheinhöhenweg und der Rheinsteig.